# 燕周
燕周（?—?），戰國時期赵国的军事人物。
前274年（周赧王四十一年、赵惠文王二十五年、齐襄王十年），赵惠文王派燕周为将，攻打齐国的昌城（今河北省冀州市西北）、高唐（今山东省高唐县东北），攻克。《史记集解》、《史记正义》认为昌城在齐郡淄川县，杨宽认为两书误将山东的昌国当成昌城。前256年（赵孝成王十年），燕国再来攻打已经属于赵国的昌城。